# Гипотеза об отсутствии волос
Гипо́теза об отсу́тствии воло́с утверждает, что все изолированные стационарные чёрные дыры описываются решением гравитационных и электромагнитных уравнений Эйнштейна — Максвелла в ОТО и полностью характеризуются всего тремя независимыми внешне наблюдаемыми классическими параметрами: массой, электрическим зарядом и угловым моментом. Вся другая информация (для которой «волосы» являются метафорой) о материи, которая образовала чёрную дыру или поглощается ею, исчезает за горизонтом событий чёрной дыры, и следовательно, после релаксации системы посредством излучения гравитационных и электромагнитных волн становится постоянно недоступной для внешнего наблюдения.
Физик Джон Уилер однажды обронил фразу, что «у чёрных дыр нет волос», от которой и произошло название гипотезы. В более позднем интервью Джон Уилер сказал, что эту фразу придумал Яаков Бекенштейн.
До сих пор нет строгого математического доказательства гипотезы об отсутствии волос. Даже в случае учёта одной гравитации (например, нулевые электрические поля) гипотеза была только частично решена в работах Стивена Хокинга, Брэндона Картера и Дэвида Робинсона, при дополнительной гипотезе о невырожденном горизонте событий и техническом, ограничительном и трудно обосновываемом предположении о действительной аналитичности пространственно-временного континуума.

## Пример
Предположим, что две чёрные дыры имеют одинаковую массу, электрический заряд и угловые моменты, но первая дыра состоит из обычной материи, тогда как вторая состоит из антиматерии. Тем не менее они будут полностью неотличимы для наблюдателя вне горизонта событий. Ни один из псевдозарядов физики элементарных частиц (например, барионных чисел, лептонных чисел и т. д.) не сохраняется в чёрной дыре.